# Trentepohlia subtenera
Trentepohlia subtenera är en tvåvingeart som beskrevs av Alexander 1936. Trentepohlia subtenera ingår i släktet Trentepohlia och familjen småharkrankar. Inga underarter finns listade i Catalogue of Life.